# 에볼라바이러스속
에볼라바이러스속(Ebolavirus)는 모노네가바이러스목 필로바이러스과에 속하는 바이러스의 한 속이다. 이 속에 속하는 바이러스들을 통틀어 보통 "에볼라바이러스"라고 칭한다. 에볼라바이러스 및 그 변종들이 속해 있다.